# Jacqui Cooper
Jacqueline „Jacqui“ Cooper (* 6. Januar 1973 in Melbourne) ist eine ehemalige australische Freestyle-Skierin. Sie war auf die Disziplin Aerials (Springen) spezialisiert und gehört zu den erfolgreichsten Athletinnen überhaupt. 1999 wurde sie Weltmeisterin, dreimal gewann sie die Gesamtwertung des Freestyle-Weltcups und fünfmal die Aerials-Disziplinenwertung. Hinzu kommen zwei weitere Medaillen bei Weltmeisterschaften und 24 Siege bei Weltcupspringen.

## Biografie
In ihrer Jugend war Cooper eine Trampolinturnerin, bis 1989 der Leiter des Olympischen Wintersportinstituts Australiens auf sie aufmerksam wurde und sie dazu bewog, zum Freestyle-Springen zu wechseln. Ihr erster Einsatz in einem internationalen Wettbewerb war bei der Weltmeisterschaft 1991 in Lake Placid, wo sie Platz 18 erreichte. Am 1. März 1992 hatte Cooper ihr Debüt im Freestyle-Weltcup und sprang dabei in Inawashiro auf den 15. Platz. In den folgenden Jahren etablierte sie sich nahe der Weltspitze und erzielte dabei regelmäßig Top-10-Platzierungen. Zum ersten Mal auf dem Podest stand sie am 2. März 1997, als sie in Hasliberg Zweite wurde.
Nach drei weiteren Podestplätzen zu Beginn der Saison 1997/98 gewann Cooper am 31. Januar 1998 in Breckenridge ihr erstes Weltcupspringen. Mit zwei weiteren Siegen belegte sie in der Disziplinenwertung den zweiten Platz. In der Saison 1998/99 dominierte Cooper fast nach Belieben. Sie siegte dreimal im Weltcup und entschied damit sowohl die Disziplinen- als auch die Gesamtwertung für sich. Bei der Weltmeisterschaft 1999 in Hasliberg gewann sie die Goldmedaille. Im Winter 1999/2000 folgten vier weitere Siege, wiederum wurde sie Disziplinen- und Weltcup-Gesamtsiegerin. Auch in der Weltcupsaison 2000/01 war Cooper der Konkurrenz überlegen und entschied zum dritten Mal in Folge beide Wertungen. Bei der Weltmeisterschaft 2001 erzielte sie mit dem 6. Platz das schlechteste Saisonergebnis.
Im Winter 2001/02 siegte Cooper in zwei Weltcupspringen und gehörte vor den Olympischen Winterspielen 2002 zu den meistgenannten Favoritinnen. Eine Woche vor dem olympischen Wettbewerb in Deer Valley stürzte sie im Training und zog sich dabei eine schwere Knieverletzung zu. Zahlreiche Komplikationen hatten insgesamt vier Operationen zur Folge und führten dazu, dass sie über 16 Monate nicht mehr trainieren konnte. Im September 2004 gab Cooper in Mount Buller ihr Comeback und platzierte sich sogleich als Zweite. Der erste Weltcupsieg nach der langen Verletzungspause folgte im Dezember desselben Jahres. Bei den Olympischen Winterspielen 2006 erzielte Cooper in der Qualifikation mit 213,56 Punkten einen neuen Weltrekord auf, doch im Finale konnte sie beide Sprünge nicht stehen und wurde lediglich Achte. Zwei Wochen später gewann sie ein weiteres Weltcupspringen.
Cooper war im Winter 2006/07 wieder die dominierende Athletin. Sie konnte viermal im Weltcup gewinnen und entschied damit zum vierten Mal die Aerials-Disziplinenwertung für sich, während sie in der Gesamtwertung den zweiten Platz belegte. Bei der Weltmeisterschaft 2007 in Madonna di Campiglio gewann sie die Bronzemedaille. Die Erfolgsserie hielt auch im Winter 2007/08 an. Mit fünf Siegen bei acht Starts wurde sie zum insgesamt fünften Mal Gewinnerin der Aerials-Disziplinenwertung, in der Gesamtwertung war sie erneut Zweitbeste. In der Saison 2008/09 blieb ein 2. Platz ihr bestes Weltcupergebnis, bei der Weltmeisterschaft 2009 in Inawashiro gewann sie wiederum die Bronzemedaille. Cooper qualifizierte sich für die Olympischen Winterspiele 2010 und sprang in Cypress Mountain auf den 5. Platz. Der olympische Wettbewerb war der letzte ihrer Karriere, im November 2010 gab sie ihren Rücktritt vom Spitzensport bekannt.
Neben ihren sportlichen Aktivitäten war Cooper auch in verschiedenen Sportorganisationen tätig. Sie war Mitglied der Direktion des Australian Olympic Committee (AOC) und des australischen Ski- und Snowboard-Verbandes, Vizepräsidentin der Athletenkommission des AOC, sowie Mitglied der Athletenkommissionen des Australian Institute of Sport, der Fédération Internationale de Ski (FIS), des FIS-Freestyle-Komitees und der World Anti-Doping Agency.

## Erfolge
| - Lillehammer 1994: 16. Aerials - Nagano 1998: 23. Aerials - Turin 2006: 18. Aerials - Vancouver 2010: 5. Aerials - Lake Placid 1991: 18. Aerials - Altenmarkt 1993: 8. Aerials - La Clusaz 1995: 8. Aerials - Nagano 1997: 20. Aerials - Hasliberg 1999: 1. Aerials - Whistler 2001: 6. Aerials - Ruka 2005: 14. Aerials - Madonna di Campiglio 2007: 3. Aerials - Inawashiro 2009: 3. Aerials - Saison 1992/93: 7. Aerials-Weltcup - Saison 1993/94: 7. Aerials-Weltcup - Saison 1994/95: 8. Aerials-Weltcup - Saison 1996/97: 5. Aerials-Weltcup - Saison 1997/98: 4. Gesamtweltcup, 2. Aerials-Weltcup - Saison 1998/99: 1. Gesamtweltcup, 1. Aerials-Weltcup - Saison 1999/00: 1. Gesamtweltcup, 1. Aerials-Weltcup - Saison 2000/01: 1. Gesamtweltcup, 1. Aerials-Weltcup - Saison 2001/02: 2. Gesamtweltcup, 2. Aerials-Weltcup - Saison 2004/05: 5. Aerials-Weltcup - Saison 2006/07: 2. Gesamtweltcup, 1. Aerials-Weltcup - Saison 2007/08: 2. Gesamtweltcup, 1. Aerials-Weltcup - Saison 2008/09: 9. Aerials-Weltcup | Cooper errang 39 Podestplätze, davon 24 Siege: \| Datum \| Ort \| Land \| \| ------------------ \| --------------------- \| ---------- \| \| 31. Januar 1998 \| Breckenridge \| USA \| \| 1. März 1998 \| Châtel \| Frankreich \| \| 7. März 1998 \| Hasliberg \| Schweiz \| \| 10. Januar 1999 \| Mont Tremblant \| Kanada \| \| 17. Januar 1999 \| Steamboat Springs \| USA \| \| 9. Februar 1999 \| Altenmarkt-Zauchensee \| Österreich \| \| 11. September 1999 \| Mount Buller \| Australien \| \| 12. September 1999 \| Mount Buller \| Australien \| \| 9. Januar 2000 \| Deer Valley \| USA \| \| 26. Februar 2000 \| Piancavallo \| Italien \| \| 12. August 2000 \| Mount Buller \| Australien \| \| 13. August 2000 \| Mount Buller \| Australien \| \| 27. Januar 2001 \| Sunday River \| USA \| \| 8. September 2001 \| Mount Buller \| Australien \| \| 12. Januar 2002 \| Mont Tremblant \| Kanada \| \| 3. März 2006 \| Davos \| Schweiz \| \| 7. Januar 2007 \| Mont Gabriel \| Kanada \| \| 11. Januar 2007 \| Deer Valley \| USA \| \| 25. Februar 2007 \| Apex \| Kanada \| \| 21. Dezember 2007 \| Lianhua Mountain \| China \| \| 22. Dezember 2007 \| Lianhua Mountain \| China \| \| 19. Januar 2008 \| Lake Placid \| USA \| \| 10. Februar 2008 \| Cypress Mountain \| Kanada \| \| 17. Februar 2008 \| Inawashiro \| Japan \| |            |
| Datum | Ort | Land       |
| 31. Januar 1998 | Breckenridge | USA        |
| 1. März 1998 | Châtel | Frankreich |
| 7. März 1998 | Hasliberg | Schweiz    |
| 10. Januar 1999 | Mont Tremblant | Kanada     |
| 17. Januar 1999 | Steamboat Springs | USA        |
| 9. Februar 1999 | Altenmarkt-Zauchensee | Österreich |
| 11. September 1999 | Mount Buller | Australien |
| 12. September 1999 | Mount Buller | Australien |
| 9. Januar 2000 | Deer Valley | USA        |
| 26. Februar 2000 | Piancavallo | Italien    |
| 12. August 2000 | Mount Buller | Australien |
| 13. August 2000 | Mount Buller | Australien |
| 27. Januar 2001 | Sunday River | USA        |
| 8. September 2001 | Mount Buller | Australien |
| 12. Januar 2002 | Mont Tremblant | Kanada     |
| 3. März 2006 | Davos | Schweiz    |
| 7. Januar 2007 | Mont Gabriel | Kanada     |
| 11. Januar 2007 | Deer Valley | USA        |
| 25. Februar 2007 | Apex | Kanada     |
| 21. Dezember 2007 | Lianhua Mountain | China      |
| 22. Dezember 2007 | Lianhua Mountain | China      |
| 19. Januar 2008 | Lake Placid | USA        |
| 10. Februar 2008 | Cypress Mountain | Kanada     |
| 17. Februar 2008 | Inawashiro | Japan      |